# La Higuerita (Chile)
La Higuerita es una localidad chilena ubicada en la provincia de Huasco, Región de Atacama. De acuerdo a su población es una entidad que tiene el rango de  caserío. Se ubica en la parte superior del Valle del Huasco.

## Historia
Esta localidad ubicada en las proximidades de la Quebrada El Daín, se desarrolló en torno al camino que unía San Félix con los yacimientos mineros ubicados en la parte superior del valle. 
Este poblado está asentado sobre la Ruta de Los Españoles, antiguo camino que comunicaba el Valle del Carmen, entre Horcón Quemado (actualmente San Félix) y El Corral, en la parte superior del Río El Carmen hacia Argentina.
Para 1899 esta localidad era solo un paraje.

Higuerita (La).- Paraje de cultivo en el departamento de Vallenar vecino al O. del fundo de la Plata é inmediato á la aldea de San Félix.
 Francisco Astaburuaga, 1899

En 1986 se construyó una Capilla en la localidad.

## Turismo
La localidad de La Higuerita posee la mayor concentración de viviendas de carácter tradicional en el Valle de El Carmen, lo que constituye un gran atractivo para quienes gustan de la arquitectura y de la fotografía. 
Gracias a la construcción de un nuevo camino alejado del poblado, la localidad de La Higuerita conserva la apacible vida que siempre caracterizó al Valle del Carmen. 
La Higuerita se encuentra muy próxima a la localidad de El Churcal y al poblado de San Félix.
Desde La Higuerita se pueden realizar excursiones de trekking y cabalgatas a la Quebrada El Daín, que posee interesantes formaciones geológicas y que antiguamente fue el camino que unía a San Félix con la mina El Orito.

## Accesibilidad y transporte
La localidad de La Higuerita se encuentra ubicada a 2,9 kilómetros de San Félix por lo que es fácil realizar excursiones desde este último pueblo ya sea caminando, a caballo o en bicicleta.
Existe transporte público diario a través de buses de rurales desde el terminar rural del Centro de Servicios de la Comuna de Alto del Carmen, ubicado en calle Marañón 1289, Vallenar.
Si viaja en vehículo propio, no olvide cargar suficiente combustible en Vallenar antes de partir. No existen puntos de venta de combustible en la comuna de Alto del Carmen.
A pesar de la distancia, es necesario considerar un tiempo mayor de viaje, debido a que la velocidad de viaje esta limitada por el diseño del camino. Se sugiere hacer una parada de descanso en el poblado de Alto del Carmen y San Félix para hacer más grato su viaje.
El camino es transitable durante todo el año, sin embargo es necesario tomar precauciones en caso de eventuales lluvias en invierno.

## Alojamiento y alimentación
En la comuna de Alto del Carmen existen pocos servicios de alojamiento formales, es posible encontrar en el poblado de Alto del Carmen,  San Félix y El Churcal, se recomienda hacer una reserva con anticipación.
En las proximidades a La Higuerita no hay servicios de campin, sin embargo se puede encontrar algunos puntos rurales con facilidades para los campistas en  San Félix y  Los Canales.
Los servicios de alimentación son escasos, existiendo en  San Félix y El Churcal algunos restaurantes.
En muchos poblados hay pequeños almacenes que pueden facilitar la adquisición de productos básicos durante su visita.

## Salud, conectividad y seguridad
La localidad de La Higuerita cuenta con servicios de agua potable rural, electricidad y alumbrado público.
En  San Félix se encuentra localizado un Retén de Carabineros de Chile y una Posta Rural dependiente del Municipio de Alto del Carmen.
En La Higuerita, no hay servicio de teléfonos públicos rurales, sin embargo existe señal para teléfonos celulares.
El Municipio de Alto del Carmen cuenta con una red de radio VHF en toda la comuna en caso de emergencias.
En el poblado no hay servicio de cajeros automáticos, por lo que se sugiere tomar precauciones antes del viaje. Sin embargo, algunos almacenes de San Félix cuentan con servicio de Caja Vecina.